# Palkovické hůrky (přírodní rezervace)
Přírodní rezervace Palkovické hůrky se nachází ve východní části Palkovických hůrek a chrání smíšený les s výraznou převahou buku (Fagus sylvatica). Celkem se v rezervaci vyskytuje čtrnáct lesních typů, buky staré až 125–140 let doplňuje zejména lípa (Tilia), popř. jedle (Abies) a nepůvodní smrk (Picea abies). V bylinném patru se pak vyskytuje kyčelnice cibulkonosná (Dentaria bulbifera) či strdivka (Melica). V místních prameništích se hojně vyskytuje vážka páskovec dvojzubý (Cordulegaster bidentata).